# Saint-Léger-aux-Bois (Oise)
Saint-Léger-aux-Bois é uma comuna francesa na região administrativa de Altos da França, no departamento de Oise. Estende-se por uma área de 8,3 km². Em 2010 a comuna tinha 803 habitantes (densidade: 96,7 hab./km²).